# Kjartan Sveinsson
Kjartan Sveinsson, né le 2 janvier 1978, s'est fait connaitre en devenant le pianiste du groupe islandais Sigur Rós de 1998 à 2013.
Il joue aussi d'autres instruments comme la guitare, la flûte, le tin whistle, le hautbois et même le banjo, également beaucoup d'instruments marginaux qui contribuent au son distinctif de Sigur Rós.
Il quitte le groupe en 2013, indiquant y "avoir passé la moitié de sa vie, et qu'il était temps de faire autre chose".

## Vie professionnelle

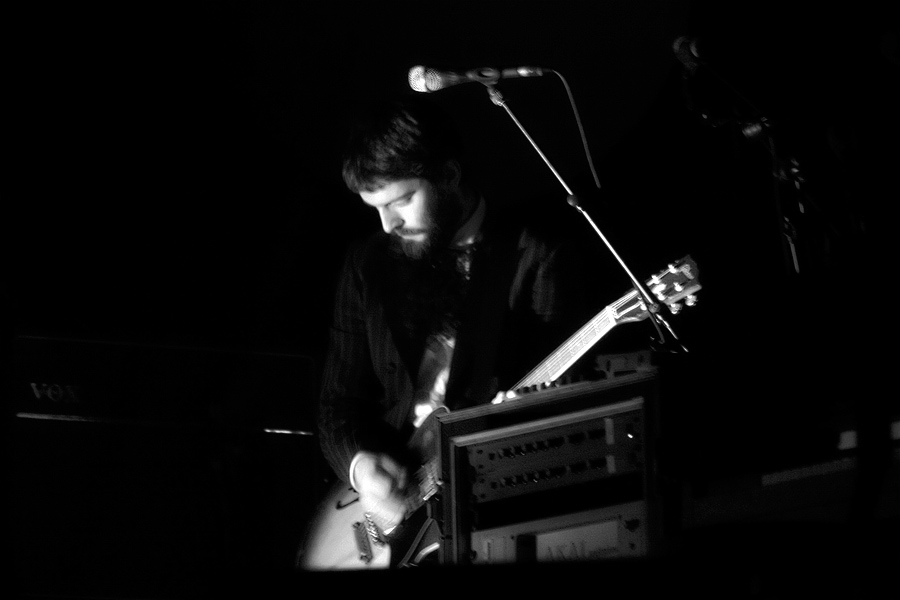
Kjartan Sveinsson à l'Alexandra Palace le 21 novembre 2008

### Sigur Rós
Kjartan a contribué à l'orchestration des titres de Sigur Rós et aussi à l'arrangement des cordes avec le quatuor Amiina.

### The Lonesome Traveller
Kjartan a fait partie du groupe "The Lonesome Traveller" où il était au chant et à la guitare acoustique. Il était accompagné du batteur de Sigur Rós, Orri Páll Dýrason, et d'une des violonistes de Amiina, María Huld Markan Sigfúsdóttir, avec qui il est marié depuis 2001.
"The Lonesome Traveller" s'est produit une seule fois sur scène le 10 avril 2004 lors du festival «aldrei fór ég norður» dans un atelier de poissons désaffecté à l'est de Ísafjörður où ils reprirent quatre titres de Sigur Rós de manière acoustique dans un style country alternative.
1. Flugufrelsarinn
2. Untitled #7 / Dauðalagið
3. Hhjartað hamast
4. Leit af lífi

La prestation peut être écoutée sur le site officiel de Sigur Rós.

### Bandes originales
Kjartan a composé la bande originale de plusieurs œuvres :
- Court-métrage Síðasti bærinn (The Last Farm) de Rúnar Rúnarsson, nommé pour l'Oscar du meilleur court-métrage de fiction en 2006.
- Court-métrage Plastic Bag de Ramin Bahrani en 2009.
- Film Ondine réalisé par Neil Jordan en 2009.
- Film Sparrows réalisé par Rúnar Rúnarsson en 2015.

### Autres
Kjartan a fait une large apparition sur l'album In a Safe Place du groupe The Album Leaf, en jouant d'une multitude d'instruments.
Le 16 novembre 2010, Kjartan Sveinsson a joué sous son nom durant le Whitelight Festival dans l'église de l’apôtre saint-Paul à New York, où se produisaient aussi entre autres Jonsi & Alex et The Hilliard Ensemble. Kjartan avait composé deux œuvres Cage A Swallow Can't you, But You Can't Swallow A Cage et Credo (I Believe).